# Bix Krieger
Bix Krieger (* in Queens, New York City, New York) ist eine US-amerikanische Schauspielerin.

## Leben
Krieger wurde in Queens, einem Stadtbezirk von New York City geboren, wo sie auch aufwuchs. Dort wirkte sie in einigen Theatern mit und spielte unter anderem die gleichnamige Hauptrolle in Cinderella. Später zog sie nach Los Angeles.
2016 debütierte Krieger als Fernsehschauspielerin, als sie jeweils Episodenrollen in den Fernsehserien Wenn Liebe tötet und Evil – Gesichter des Bösen darstellte. 2019 spielte sie eine der Hauptrollen im Kurzfilm All the Red Shoes. Im 2023 erschienenen Kurzfilm Broth: A Short Film übernahm sie sowohl die Hauptrolle als auch die Regie und das Verfassen des Drehbuches. Im selben Jahr wirkte sie in 56 Episoden der Miniserie Fatal Temptation: Between Two Alphas in der Rolle der Christine mit. 2024 spielte sie unter anderem in den vom Filmstudio The Asylum produzierten Filmen Monster Mash, Ape X Mecha Ape: New World Order und Witch Hunter – Der Hexenjäger mit. Im Horrorfilm Monster Mash stellte sie die Rolle der Mila Severine dar. In Ape X Mecha Ape: New World Order war sie in der Rolle der Reporterin Sara zu sehen. In Witch Hunter spielte sie die weibliche Hauptrolle der Erika. 2024 spielte sie außerdem im Horror-Episodenfilm V/H/S/Beyond im Abschnitt Live and Let Dive in der Rolle der Brittney mit. 2025 übernahm sie im Abenteuerfilm The Land That Time Forgot die Rolle der Hallie Pearce.

## Filmografie (Auswahl)
- 2016: Wenn Liebe tötet (I’d Kill for You, Fernsehserie, Episode 3x06)
- 2016: Evil – Gesichter des Bösen (Evil Lives Here, Fernsehserie, Episode 1x06)
- 2019: All the Red Shoes (Kurzfilm)
- 2023: Broth: A Short Film (Kurzfilm; auch Regie und Drehbuch)
- 2023: Fatal Temptation: Between Two Alphas (Miniserie, 56 Episoden)
- 2024: Sin City Murders (Fernsehserie)
- 2024: Monster Mash
- 2024: Ape X Mecha Ape: New World Order
- 2024: V/H/S/Beyond
- 2024: Witch Hunter – Der Hexenjäger (Witch Hunter)
- 2025: The Land That Time Forgot

## Theater (Auswahl)
- Rabbit Hole, Abington Theatre, NYC
- The Seagull, Robert Moss Theatre, NYC
- The Children’s Hour, June Havoc Theatre, NYC
- Cinderella, NY Tour
- Dora the Explored Live!, NY Tour